# چرنیایوکا
چرنیایوکا (به لاتین: Chernyayevka) یک منطقهٔ مسکونی در روسیه است که در شهرستان کیزلیارسکی واقع شده‌است.